# Toxicocalamus holopelturus
Toxicocalamus holopelturus là một loài rắn trong họ Rắn hổ. Loài này được Mcdowell mô tả khoa học đầu tiên năm 1969.